# Hyperchiria gadouae
Hyperchiria gadouae är en fjärilsart som beskrevs av Lemaire 1966. Hyperchiria gadouae ingår i släktet Hyperchiria och familjen påfågelsspinnare. Inga underarter finns listade i Catalogue of Life.